# Sehima nervosum
Sehima nervosum là một loài thực vật có hoa trong họ Hòa thảo. Loài này được (Rottler) Stapf miêu tả khoa học đầu tiên năm 1917.